# الرقابة في تايلاند
تنطوي الرقابة في تايلاند على رقابة صارمة تتأرجح بين المضايقة والتلاعب في الأخبار السياسية في ظل الحكومات المتعاقبة.
بالرغم من حرية التعبير المكفولة في دستور تايلاند لعام 1997 ودستور 2007. إلا أن آليات الرقابة تضمنت قوانين صارمة للملكة، من بينها السيطرة المباشرة للحكومة العسكرية على وسائل الإعلام الإذاعية، واستخدام الضغط الاقتصادي والسياسي. منا يحظر الدستور انتقاد الملك، على الرغم من أن معظم القضايا انتهاك حرمة الذات الملكية قد وجهت ضد أجانب، أو معارضين تايلانديين ضد القادة السياسيين والاجتماعيين والتجاريين.
في عام 2004، احتلت تايلاند المرتبة 59 من أصل 167 دولة في مؤشر حرية الصحافة العالمي من مراسلون بلا حدود، لكنها انخفضت إلى المرتبة 107 في عام 2005. ثم المرتبة 153 من أصل 178 دولة في عام 2010 والمرتبة 137 في 2011-2012. في عام 2014، صنفت تايلاند في المرتبة 130 من أصل 180 دولة، ثم انخفضت إلى 142 في عام 2017 وإلى 140 في عام 2018.

## ضمانات حرية التعبير
يكفل حرية التعبير دستور تايلاند لعام 1997. وتستمر هذه الضمانات في دستور 2007، الذي تنص بعض مواده على التالي:
- بموجب المادة 36 منه يتمتع الشخص بحرية الاتصال بوسائل مشروعة ولا يجوز فرض الرقابة أو الاحتجاز أو الكشف عن الاتصالات بين الأشخاص، إلا بموجب أحكام قانون صدر على وجه التحديد من أجل الحفاظ على الأمن العام للدولة أو النظام العام أو الأخلاق الحميدة.
- بموجب المادة 45 منه : يتمتع الشخص بحرية التعبير عن رأيه، وإلقاء الخطب، والكتابة، والطباعة، والإعلان، والتعبير بوسائل أخرى. ولا يجوز فرض قيود على الحرية بموجب الفقرة الأولى إلا بمقتضى أحكام القانون التي تم سنها على وجه التحديد لغرض الحفاظ على أمن الدولة، وحماية الحقوق أو الحريات أو الكرامة أو السمعة أو الأسرة أو حقوق الخصوصية الخاصة بالأشخاص الآخرين، النظام العام أو الأخلاق الحميدة أو منع تدهور عقل أو صحة الجمهور. ولا يجوز إغلاق دار الصحافة أو محطة الإذاعة أو التلفزيون لحرمانهم من الحرية بموجب هذا القسم. و لا يجوز فرض رقابة من قبل مسؤول مختص على الأخبار والمقالات قبل نشرها في الصحف أو المطبوعات أو البث الإذاعي أو التلفزيوني إلا خلال الوقت الذي تكون فيه البلاد في حالة حرب أو نزاع مسلح؛ شريطة أن يتم ذلك بمقتضى القانون الصادر بموجب أحكام الفقرة الثانية. ويجب أن يكون مالك إحدى الصحف أو غيرها من وسائل الإعلام الجماهيرية مواطنًا تايلنديًا. كما لا تمنح الدولة أي أموال أو ممتلكات أخرى كدعم للصحف الخاصة أو غيرها من وسائل الإعلام.
- بموجب المادة 46 منه: يتمتع موظفو القطاع الخاص أو العاملون في مجال البث الإذاعي أو التلفزيوني أو العاملون في القطاع الخاص بحرية تقديم الأخبار والتعبير عن آرائهم بموجب القيود الدستورية دون تفويض من أي وكالة حكومية أو مالك لهذا العمل شريطة ألا يكون خلافا لأخلاقهم المهنية.
- بموجب المادة 26 منه : خلال ممارسة صلاحيات جميع سلطات الدولة، يجب مراعاة كرامة الإنسان وحقوقه وحرياته وفقاً لأحكام هذا الدستور.
- بموجب المادة 28 منه : يمكن لأي شخص الاحتجاج بالكرامة الإنسانية أو ممارسة حقوقه وحرياته بقدر ما لا ينتهك حقوق وحريات الأشخاص الآخرين أو يتعارض مع هذا الدستور أو الأخلاق الحميدة.
- بموجب المادة 29 منه : لا يجوز فرض قيود على هذه الحقوق والحريات التي يعترف بها الدستور على أي شخص إلا بحكم القانون التي يجب ألا تؤثر أحكامه على المواد الأساسية لهذه الحقوق والحريات.

## التعبير الشخصي
على الرغم من كفالة دستور عام 1997 لحرية التعبير إلا أنها كانت مقيدة بعدة قوانين. حيث لا يجوز التحدث عن الملك وسوء تطبيق قوانين الجلالة. في عام 1986، أدين نائب وزير الداخلية فيرا موسيكابونغ، وسُجن وحُرم من مزاولة السياسة بسبب خطاب في حملته الانتخابية أشار فيه إلى ولي العهد.
بالإضافة إلى ذلك لا يجوز انتقاد حكم المحاكم التايلاندية. وذلك عقب صدور حكم مثير للجدل في يوليو 2006 قضت فيه محكمة جنائية بسجن ثلاثة من مفوضي انتخابات، حيث عملت المحكمة مع الشرطة لتحديد 16 شخصًا تم أسرهم على خلفية شريط فيديو إخباري ينتقد الحكم الصادر من المجكمة. أقرت المحكمة لاحقًا مسؤولية الأفراد وأصدرت في حق 4 منهم أحكاما بالسجن بلغت أقصى عقوبة سجنية سبع سنوات.
علاوة على ذلك، كانت قوانين التشهير تستخدم في كثير من الأحيان لإسكات المنشقين أثناء حكومة رئيس وزراء التايلاند السابق تاكسين شيناواترا، وغالبًا بواسطة رئيس الوزراء نفسه. وقد أدى ذلك إلى تراكم قضائي في دعاوى التشهير والدعاوى المضادة